# Apistogramma nijsseni
Apistogramma nijsseni (лат.) — вид лучепёрых рыб семейства цихловых, эндемик чёрных вод обитания в р. Карахиайте (Carahuayte) в Южной Америке. Видовое латинское название дано в честь нидерландского ихтиолога Хана Нейссена.

## Описание
Бежево-жёлтая с голубизной и фиолетово-красно-чёрной каймой по круглому хвосту.
Самка жёлтая с 3 крупными чёрно-зелёными пятнами по телу.

## Разведение
Нерестовик 25×20×20, 50×30×30;
dH 5, pH 5,5, Т 27—28  °C.
Личинки появляются через 2 дня.
Мальки плывут на 8—10-й день (Т 26—29 °C).

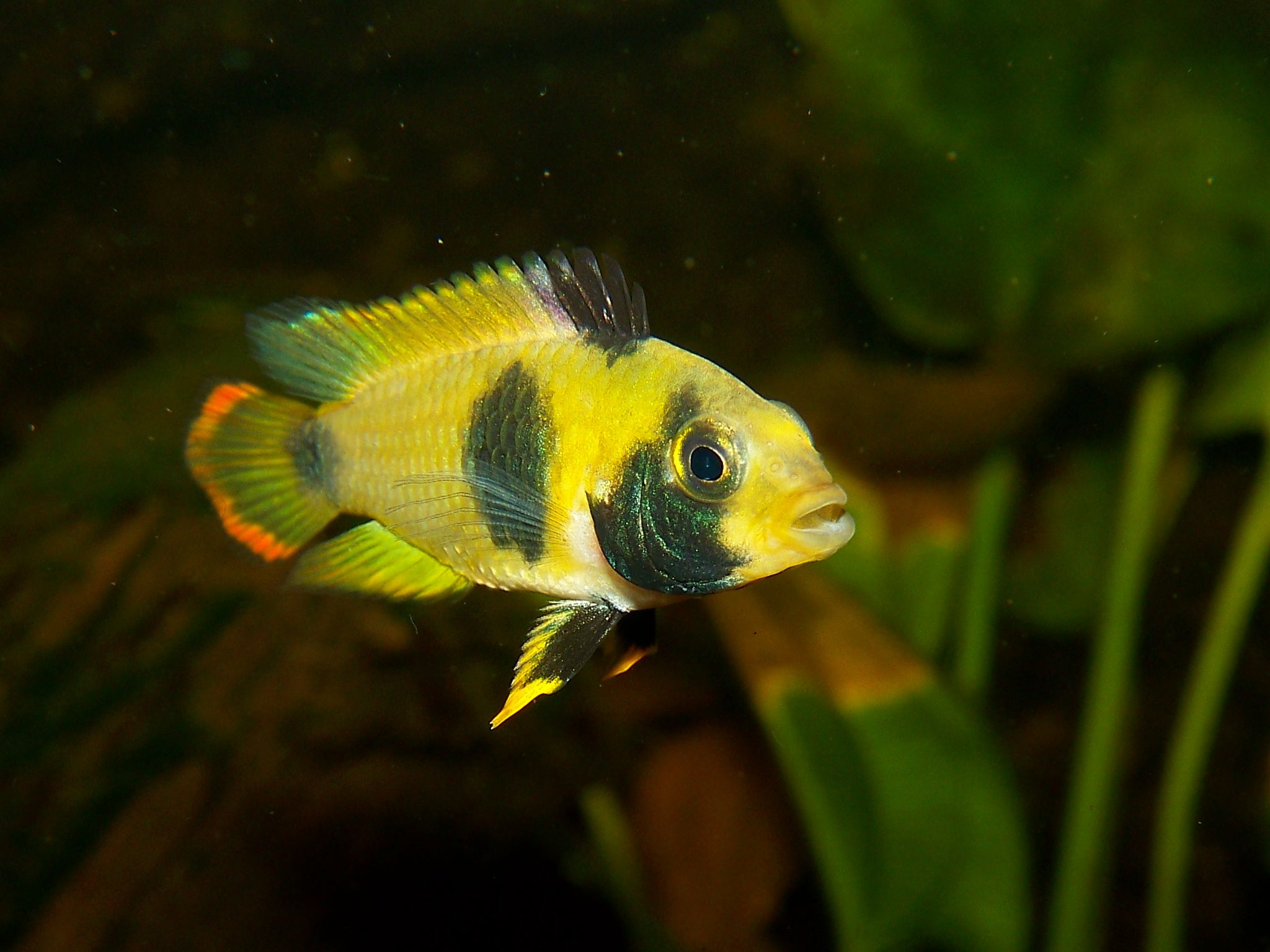
Самка Apistogramma nijsseni